# FISH
FISH -Kromosomalno lokaliziranje gena je postupak kojim se u tkivima i pojedinačnim stanicama ili pak u metafaznim kromosomima dokazuju nukleinske kiseline – RNK ili DNK.
FISH je u ideji metoda srodna s in-situ hibridiziranjem. Pritom se hibridiziranje neće vršiti na mRNA u tkivima, nego na interfaznim jezgrama ili na metafaznim kromosomima. U tu će svrhu krvne stanice ili stanice tumora  biti uz pomoć hipotonog rastvora dovedene u situaciju da nabubre. Zatim će biti fiksirane, odbačene, te nakapane na jedan nosac objekta. Slijedi fiksiranje takvog sadržaja. DNK će na nosaču objekta biti denaturirana, a zatim markirana jednom neradioaktivnom sondom. Nakon pranja na preostalu sondu bit će vezano antitijelo na kome se nalazi i fluorokrom.

## FISH i dijagnostika u medicini
FISH je postupak kojim je moguće čitave kromosome do najmanjih kromosomalnih dijelova predstaviti u bojama. Pri tome se određenim specifičim fluorescentnim bojama markiraju (označavaju) točno određene – ciljane DNK sekvence. 
U području citogenetike FISH dijagnostika je posljednjih godina dobila veoma na značaju kao korisna dopuna konvencionalnim metodama u citogenetici.
Prenatalna diagnostika: U prenatalnoj dijagnostici FISH – tehnika omogućava brzo otkrivanje i razjašnjavanje numeričkih kromosomalnih anomalija (npr. trisomije 21, 18, 13 ili pak kromosoma spola – X/Y). Ispitivanje se vrši uz pomoć specifične DNK sonde na nekultiviranim stanicama  plodne vode što skraćuje postupak ispitivanja na tri dana. Ovaj svojevrsni „brzi test“  ne zamjenjuje konvencionalnu kromosomalnu analizu koja slijedi nakon dugotrajnog kultiviranja. To znači da će paralelno FISH tehnici u postupku kromosomalne analize biti ispitan cjelokupni kariogram, te tako i rijetko prisutne kromosomalne aberacije. Ovaj citogenetski rezultat će u principu biti završen tek nakon 14 dana.
Postnatal diagnostika: Kod nejasnih kromosomalnih translokacija moguće je provesti tzv „kromosome painting“. Kao što i samo ime upućuje označavanje se vrši specifičnom fluoroscentnom bojom. Na taj način može se razjasniti porijeklo nejasnih kromosomalnih odjeljaka.  Ova tehnika se dodatno koristi i kod nedovoljno sigurno definiranih citogenetskih rezultata u prenatalnoj dijagnostici
FISH dijagnostika se značajno koristi i kao dodatna metoda citogenetskim ispitivanjima MIKRODELECIJSKOG SINDROMA Pritom se najmanji kromosomalni odjeljci markiraJu fluoroscentnim bojama, te delecija postaje sigurno uočljiva i prepoznatljiva.
Tumor citogenetika: Spontana aktivnost dijeljenja leukemijskih stanica in vitro nije u svakom slučaju dovoljno za jednu citogenetsku analizu (citogenetski pregled). Posebno je to slučaj pri terapiji Interferonom-alfa   (IFN-α) kod kronične miolitične leukemije. U tom slučaju primjena konvencionalne citogenetske metode je često ograničena zbog vrlo malog broja metafaza koje stoje na raspolaganju laboratorijima. Istovremeno, visok je zahtjev za preciznom dijagnozom. Naime procentualna informacija o smanjenju broja filadelfija pozitivnih stanica je vrlo značajno vrednovanje uspješnosti terapije i značajan parametar za njeno dalje provođenje. FISH dijagnostika omogućava dokazivanje translokacije 9/22 (filadelfija kromosom) direktno u staničnom jedru. 